# Operação A Origem
A Operação A Origem foi uma operação da Polícia Federal do Brasil deflagrada em 10 de abril de 2015, representando a 11.ª fase da Operação Lava Jato.
A fase da investigação foi realizada a partir da remessa das apurações do Supremo Tribunal Federal sobre fatos criminosos atribuídos a três grupos de ex-agentes político.

## Desvios além da Petrobras
A operação vai além do esquema de corrupção na Petrobras e investiga indícios de irregularidades em contratos publicitários da Caixa Econômica Federal e do Ministério da Saúde (Brasil). Os dois órgãos anunciaram, por nota à imprensa, que vão apurar internamente as denúncias da Lava Jato. O Ministério da Saúde declarou que suspendeu os pagamentos à agência Borghi/Lowe, suspeita de subcontratar empresas de fachada.

## Mandados
Cerca de 80 policiais federais cumpiram 32 mandados judiciais: 7 mandados de prisão, 9 mandados de condução coercitiva e 16 mandados de busca e apreensão nos estados do Paraná, Bahia, Ceará, Distrito Federal, Pernambuco, Rio de Janeiro e São Paulo.

## Prisões
- André Vargas, ex-deputado pelo PT, foi preso em Londrina.[3]
- Leon Vargas, irmão de André Vargas, preso em Londrina.[3]
- Luiz Argôlo (SDD-BA), ex-deputado, preso em Salvador.[3]
- Élia Santos da Hora, secretária de Argôlo, presa em Salvador.[3]
- Pedro Corrêa (PP-PE), ex-deputado que já cumpre prisão pelo mensalão do PT no Centro de Ressocialização do Agreste (CRA), em Canhotinho (PE), em regime semiaberto.[3]
- Ivan Mernon da Silva Torres foi preso em Niterói.[3]
- Ricardo Hoffmann, diretor de uma agência de publicidade em Curitiba, foi preso em Brasília.[3]